# Classe Shikishima
A Classe Shikishima (敷島型戦艦) foi uma classe de couraçados pré-dreadnought operados pela Marinha Imperial Japonesa, composta pelo Shikishima e Hatsuse. Suas construções começaram no fim do século XIX nos estaleiros da Thames Ironworks e Armstrong Whitworth, no Reino Unido; o batimento de quilha do Shikishima ocorreu no fim de março de 1897, enquanto do Hatsuse aconteceu no início de janeiro do ano seguinte. A classe foi encomendada como parte de um grande programa de expansão naval de dez anos e foram construídos por estaleiros britânicos porque o Japão, na época, ainda não possuía as tecnologias e capacidades para construir suas próprias embarcações.
Os dois couraçados da Classe Shikishima eram armados com uma bateria principal formada por quatro canhões de 305 milímetros montados em duas barbetas duplas. Tinham um comprimento de fora a fora de 133 metros, boca de pouco mais de 23 metros, calado de oito metros e um deslocamento normal que podia chegar a mais de quinze mil toneladas. Seus sistemas de propulsão eram compostos por 25 caldeiras a carvão que alimentavam dois motores de tripla-expansão com três cilindros, que por sua vez giravam duas hélices até uma velocidade máxima de dezoito nós (33 quilômetros por hora). Os navios eram protegidos por cinturão de blindagem de 229 milímetros de espessura.
As embarcações entraram em serviço em 1900 e 1901. Ambas participaram da Guerra Russo-Japonesa de 1904–05, estando presentes na Batalha de Porto Artur em fevereiro de 1904 e em bombardeamentos no decorrer do mês seguinte. O Hatsuse acabou batendo em duas minas navais próximo de Porto Artur em maio e afundou. O Shikishima lutou na Batalha do Mar Amarelo em agosto e na Batalha de Tsushima em maio de 1905, sendo levemente danificado nesta segunda. Ele foi reclassificado como um navio de defesa de costa em 1921 e serviu como um navio-escola pelo restante de sua carreira. Teve suas armas removidas em 1923, sendo finalmente desmontado apenas em 1948.

## Desenvolvimento
As experiências de combate da Primeira Guerra Sino-Japonesa convenceram a Marinha Imperial Japonesa das fraquezas da filosofia naval da Jeune École, assim o Japão iniciou um programa de construção para modernizar e expandir sua frota. O país ainda carecia na época da tecnologia e capacidade de construir seus próprios couraçados, assim eles foram construídos no Reino Unido. A Classe Shikishima foi encomendada como parte do Programa de Expansão Naval de Dez Anos e financiados com as trinta milhões de libras esterlinas pagas pela China como indenização pela guerra. O projeto era uma versão aprimorada da Classe Majestic, da Marinha Real Britânica. Receberam o mesmo armamento e um maquinário similar ao da Classe Fuji para que pudessem atuar juntos como um grupo homogêneo.

## Projeto

### Características

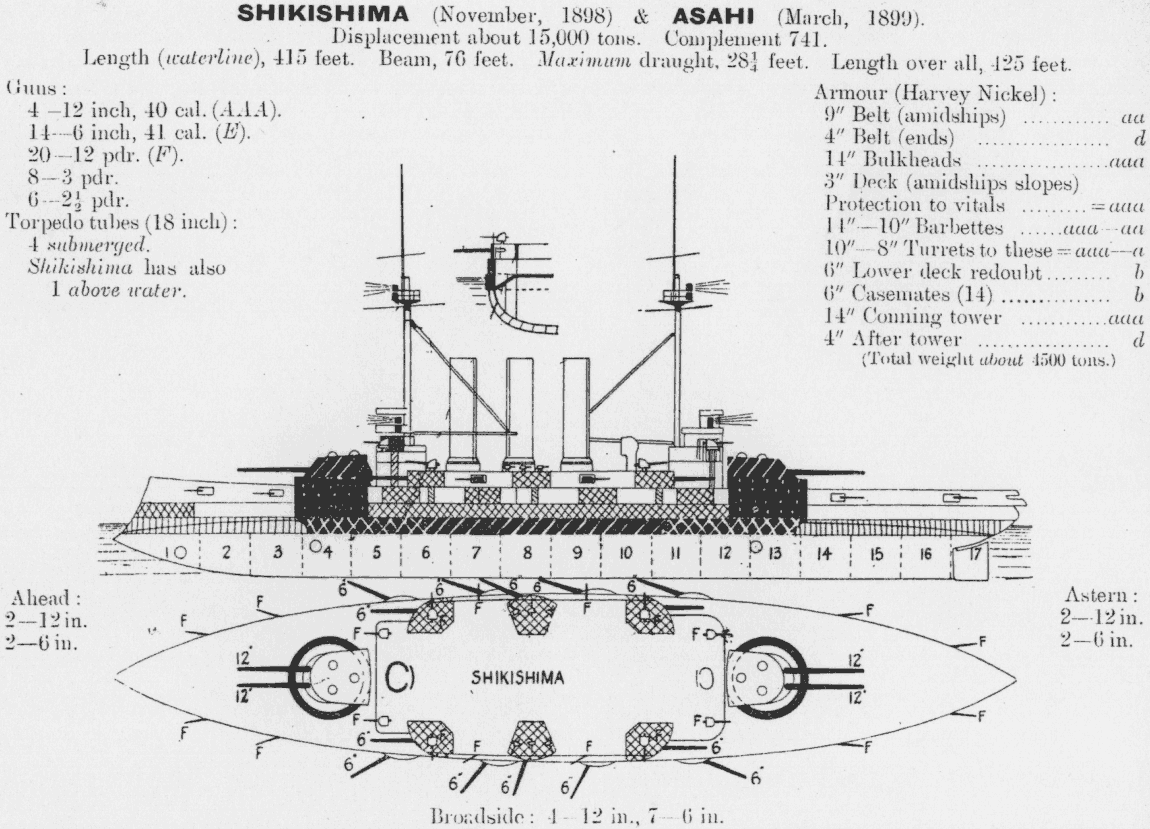
Desenho da Classe Shikishima

Os navios tinham 133,5 metros de comprimento de fora a fora, boca de 23 a 23,4 metros e calado de oito a 8,1 metros. O deslocamento normal era de 15 088 a 15 241 toneladas. Os cascos tinham um fundo duplo e eram subdivididos em 261 compartimentos estanques. A tripulação normal era de 741 oficiais e marinheiros, mas podia crescer para 849 quando atuavam como capitânias.
O sistema de propulsão tinha 25 caldeiras Belleville que alimentavam dois motores verticais de tripla-expansão Humphrys Tennant, cada um girando uma hélice. A potência indicada era de 14,7 mil cavalos-vapor (10,8 mil quilowatts) para uma velocidade máxima de dezoito nós (33 quilômetros por hora), porém excederam esses valores durante seus testes marítimos: o Shikishima fez dezenove nós (35 quilômetros por hora) a partir de 14 874 cavalos-vapor (10 937 quilowatts), enquanto o Hatsuse fez 19,1 nós (35,4 quilômetros por hora) a partir de 16 344 cavalos-vapor (12 018 quilowatts). Os couraçados foram projetados para carregar até 1 643 toneladas de carvão, o que permitia uma autonomia de cinco mil milhas náuticas (9,3 mil quilômetros) a dez nós (dezenove quilômetros por hora).

### Armamento

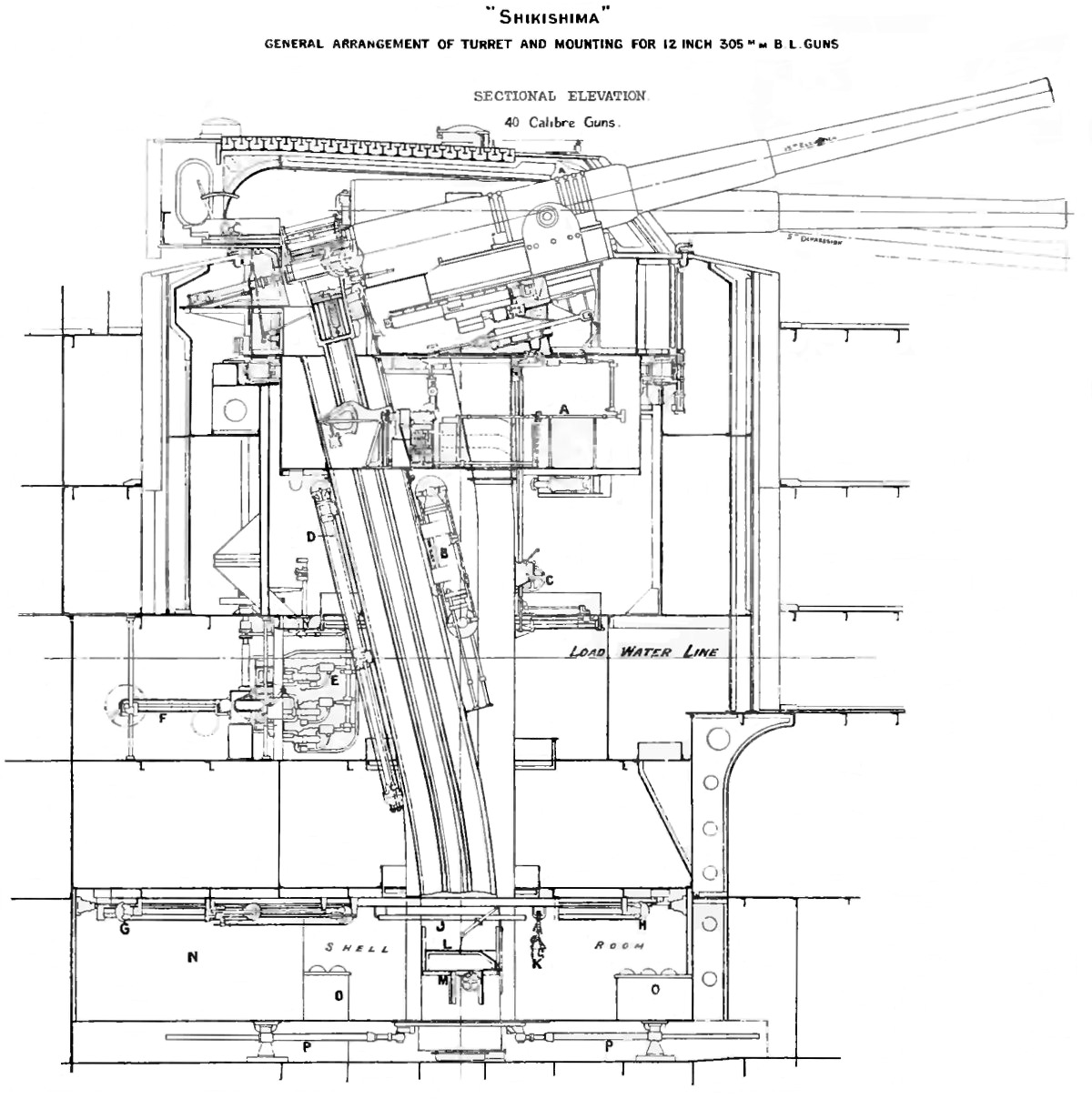
Diagrama de uma barbeta da Classe Shikishima

A bateria principal da Classe Shikishima era a mesma da Classe Fuji. Consistia em quatro canhões Elswick Ordnance Company calibre 40 de 305 milímetros montados em duas barbetas duplas, uma à vante e outra à ré da superestrutura, ambas protegidas por coberturas blindadas que eram geralmente chamadas de torres de artilharia. As montagens eram hidráulicas e tinham um ângulo fixo de recarregamento de 13,5 graus. Disparavam projéteis de 386 quilogramas a uma velocidade de saída de 732 metros por segundo, tendo uma cadência de tiro de aproximadamente um disparo por minuto e um alcance de 13,7 quilômetros na elevação máxima de quinze graus.
O armamento secundário era composto por catorze canhões Tipo 41 calibre 40 de 152 milímetros montados em casamatas. Oito destas ficavam no convés principal nas laterais do casco e outras seis ficavam na superestrutura. Disparavam projéteis de 45 quilogramas a uma velocidade de saída de setecentos metros por segundo. A bateria terciária era formada por vinte canhões de 76 milímetros e doze canhões de 47 milímetros. A primeira arma disparava projéteis de 5,7 quilogramas a uma velocidade de saída de 719 metros por segundo. O armamento dos navios era finalizado por quatro tubos de torpedo submersos de 450 milímetros, dois em cada lateral.

### Blindagem
O cinturão principal de blindagem era feito de aço Harvey e tinha 2,4 metros de altura, 1,1 metro dos quais ficavam acima da linha de flutuação em carregamento normal, tendo uma espessura máxima de 229 milímetros pelos 67 metros centrais. Ele diminuía para 102 milímetros nas extremidades, enquanto acima ficava uma camada de proteção de 152 milímetros que corria entre as duas barbetas. As barbetas em si tinham 356 milímetros de espessura, mas elas reduziam para 254 milímetros no nível do convés inferior. A blindagem das coberturas das barbetas tinha uma espessura máxima de 254 milímetros, já os tetos tinham 76 milímetros. Anteparas diagonais de 305 a 356 milímetros conectava as barbetas com as laterais do cinturão, porém suas espessuras eram de apenas 152 milímetros no convés inferior. As casamatas também eram protegidas por 152 milímetros. A parte reta do convés blindado tinha de 64 a 102 milímetros, inclinando-se para baixo até se encontrar com o cinturão principal. Esta seção tinha a intenção de aumentar ainda mais a proteção dos navios, pois um projétil que perfurasse o cinturão também teria que passar pelo convés inclinado antes de alcançar as salas de máquinas e depósitos de munição. Fora da cidadela blindada, o convés inclinado tinha 51 milímetros. A torre de comando de vante tinha 356 milímetros, enquanto a de ré tinha apenas 76 milímetros.

## Navios
| Navio      | Construtor          | Batimento             | Lançamento             | Comissionamento       | Destino                       |
| ---------- | ------------------- | --------------------- | ---------------------- | --------------------- | ----------------------------- |
| Shikishima | Thames Ironworks    | 29 de março de 1987   | 1º de novembro de 1898 | 26 de janeiro de 1900 | Desmontado em 1948            |
| Hatsuse    | Armstrong Whitworth | 20 de janeiro de 1898 | 27 de junho de 1899    | 18 de janeiro de 1901 | Afundou em 15 de maio de 1904 |

## Carreiras

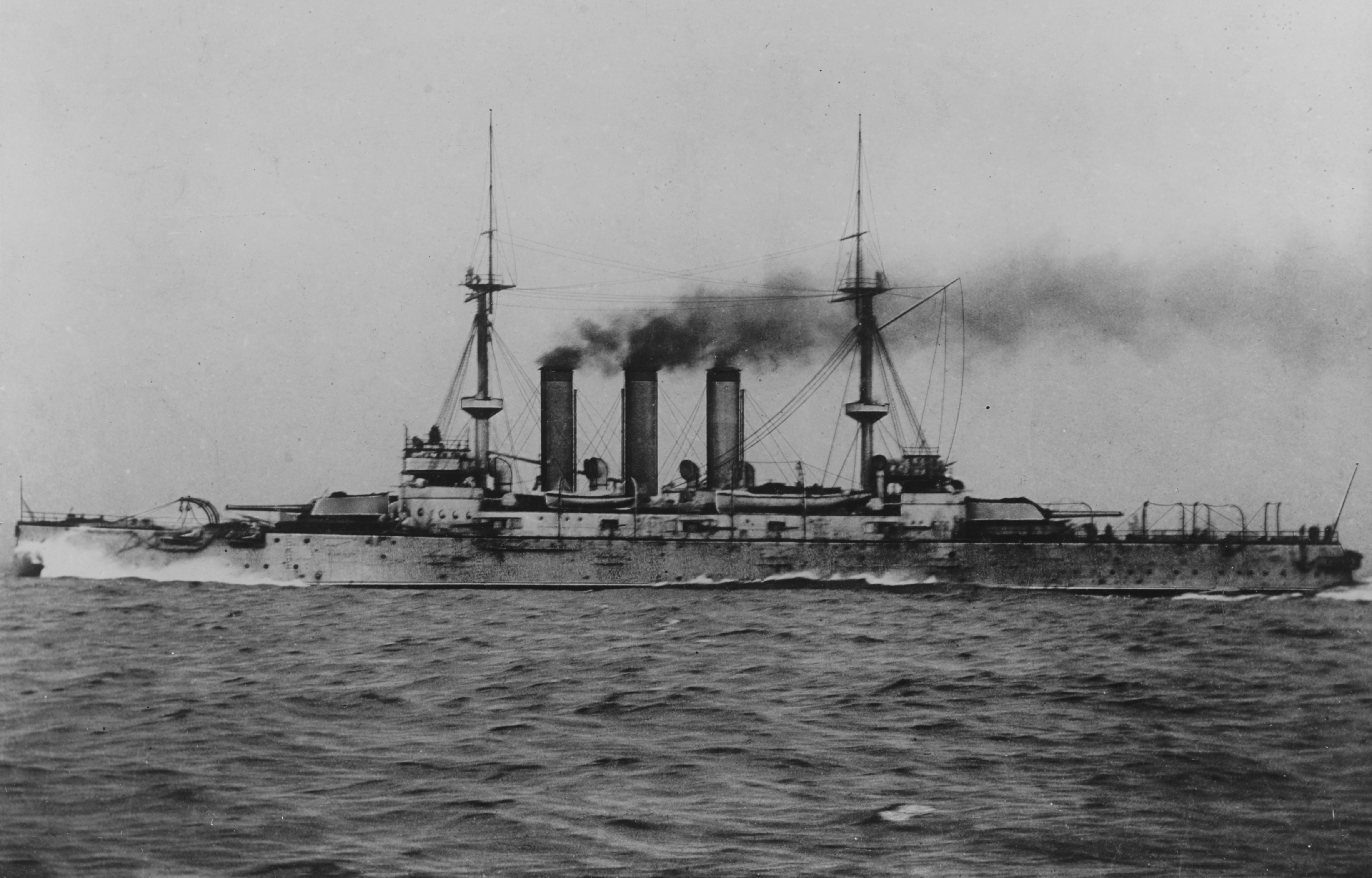
O Hatsuse c. 1901–1904

A Guerra Russo-Japonesa começou no início de 1904 e os dois couraçados foram designados para a 1ª Divisão da 1ª Frota. Participaram em 9 de fevereiro da Batalha de Porto Artur, quando os japoneses atacaram os navios russos da Esquadra do Pacífico ancorados do lado de fora de Porto Artur. Os japoneses escolheram atacar as defensas costeiras com suas armas principais e as embarcações russas com seus canhões secundários, mas isto foi uma ideia ruim porque as armas japonesas de 203 e 152 milímetros infligiram pouquíssimos danos aos russos. Estes, por sua vez, concentraram todos os seus disparos nos navios inimigos. O Hatsuse foi acertado duas vezes, sofrendo dez mortos e dezessete feridos, enquanto o Shikishima foi acertado uma vez para dezessete feridos.
Os dois navios participaram de uma ação em 13 de abril quando os japoneses conseguiram atrair dois couraçados da Esquadra do Pacífico para fora de Porto Artur. Estes deram a volta assim que avistaram a frota japonesa, mas a capitânia Petropavlovsk bateu em uma mina naval de um campo minado criado pelos japoneses no dia anterior, afundando em dois minutos após uma explosão interna. Missões de bombardeio litorâneo foram retomadas por causa desse sucesso, o que fez os russos criarem mais campos minados.
O Shikishima, o Hatsuse, o couraçado Yashima, o cruzador protegido Kasagi e o navio de despachos Tatsuta foram para o mar em 14 de maio a fim de substituírem a força que estava bloqueando Porto Artur. A esquadra encontrou na manhã seguinte um campo minado russo recém criado. O Hatsuse bateu em uma mina que incapacitou sua direção, com o Yashima batendo em outra enquanto se movia para ajudar o Hatsuse. Este ficou à deriva e bateu em uma segunda mina meia hora depois, detonando um depósito de munição e fazendo o couraçado afundar em pouco mais de um minuto. O naufrágio vitimou 496 tripulantes, com os outras embarcações resgatando 336 homens.
O Shikishima participou da Batalha do Mar Amarelo em 10 de agosto e saiu sem ser acertado, porém um projétel de 305 milímetros explodiu prematuramente dentro de um de seus canhões principais, incapacitando-o. Foi acertado nove vezes durante a Batalha de Tsushima entre 27 e 28 de maio de 1905, com o mais sério penetrando abaixo de uma casamata de um canhão secundário e matando ou ferindo todos os seus artilheiros. Outro projétil de 305 milímetros detonou prematuramente, destruindo o canhão completamente. O Shikishima foi reclassificado em setembro de 1921 como um navio de defesa de costa de primeira classe, sendo usado como navio-escola em várias capacidades até ser desarmado e reclassificado como navio de transporte em 1923. Continuou a ser usado como navio-escola até ser finalmente desmontado em 1948.

### Citações
1. 1 2 3 4 5 6 7 8 9 10 11  Brook 1999, p. 125.
2. 1 2 3 4  Watts 1979, p. 221.
3. 1 2  Jentschura, Jung & Mickel 1977, p. 17.
4. ↑  Jentschura, Jung & Mickel 1977, p. 18.
5. ↑  Brook 1999, p. 126.
6. ↑  Friedman 2011, pp. 270–271.
7. ↑  Brook 1985, p. 278.
8. ↑  Friedman 2011, pp. 275–276.
9. ↑  Friedman 2011, p. 114.
10. ↑  Brook 1999, pp. 125–126.
11. 1 2 3 4  Silverstone 1984, p. 336.
12. ↑  Silverstone 1984, pp. 328, 336.
13. ↑  Forczyk 2009, pp. 41–44.
14. ↑  Forczyk 2009, pp. 45–46.
15. ↑  Warner & Warner 2002, p. 279.
16. 1 2  Forczyk 2009, p. 46.
17. ↑  Warner & Warner 2002, pp. 279–282.
18. ↑  Forczyk 2009, pp. 51–52.
19. ↑  Campbell 1978, p. 263.